# Anna Pamuła (koszykarka)
Anna Pamuła (ur. 3 października 1984) – polska koszykarka, grająca na pozycji skrzydłowej. 
Do jej największego sukcesu należy zdobycie srebrnego medalu z zespołem AZS-u Poznań w sezonie 2003/2004. Występowała w SMSie Warszawa i Meblotapie Chełm. Pochodzi ze Stalowej Woli z rodziny o koszykarskich tradycjach, jej brat także gra wyczynowo w koszykówkę w Polonii Warszawa.

## Przebieg kariery
- 2001–2002 – SMS PZKosz Warszawa
- 2002–2003 – Meblotap AZS Chełm
- 2003–2009 – AZS Poznań

## Sukcesy
- 2004 – Wicemistrzostwo Polski